# کاوالیریو
کاوالیریو (به ایتالیایی: Cavallirio) یک کومونه در ایتالیا است که در استان نووارا واقع شده است. کاوالیریو ۸٫۱ کیلومتر مربع مساحت و ۱٬۲۵۴ نفر جمعیت دارد و ۳۶۷ متر بالاتر از سطح دریا واقع شده است.